# Budynek dyrekcji kopalni w Miękini
Budynek dyrekcji kopalni porfiru w Miękini – zabytkowy budynek dyrekcji Kopalni porfiru w Miękini, znajdujący się w Miękini, w gminie Krzeszowice, w powiecie krakowskim.
Obiekt został wpisany do rejestru zabytków nieruchomych województwa małopolskiego.
Budynek powstał przed 1923 rokiem. Aktualnie w obiekcie prowadzi działalność Placówka Opiekuńczo-Wychowawcza „Spokojna Przystań”.

## Architektura
Obiekt parterowy, murowany, wybudowany w stylu dworkowym, nakryty dachem czterospadowym z facjatą z witrażem (zobacz). W fasadzie wgłębny kolumnowy portyk (zobacz). W elewacji tylnej znajduje się trójboczny ryzalit.